# Liste der Naturdenkmale in Altlay
Die Liste der Naturdenkmale in Altlay nennt die im Gemeindegebiet von Altlay ausgewiesenen Naturdenkmale (Stand 25. März 2024).

## Naturdenkmale
| Nr.         | Bezeichnung | Lage                          | Beschreibung              | Bild                                    |
| ----------- | ----------- | ----------------------------- | ------------------------- | --------------------------------------- |
| ND-7135-421 | Zwei Eichen | Grubenstraße, bei Nr. 18 Lage | Quercus robur, zwei Bäume | Direkt Bild zu diesem Denkmal hochladen |